# Zbenice
Zbenice (deutsch Zbenitz, auch Sbenitz) ist eine Gemeinde in Tschechien. Sie liegt elf Kilometer nordöstlich von Březnice und gehört zum Okres Příbram.

## Geographie
Zbenice befindet sich im Mittelböhmischen Hügelland über der Quellmulde des Baches Zbenický potok. Gegen Norden liegt der Teich Sladkovský rybník, westlich der Cunát und der Nový rybník sowie im Nordwesten die Pazdera. Anderthalb Kilometer westlich des Dorfes verläuft die Staatsstraße I/4 zwischen Prag und Strakonice, im Norden die Schleppbahn von Tochovice zur Staumauer der Orlík-Talsperre. Nördlich erhebt sich der Zásek (561 m), im Osten der Velmeš (556 m) und der Drahešín (588 m) sowie südöstlich der Pteč (633 m).
Nachbarorte sind Pazderna, Rtišovice, Stržený Mlýn, Luh, U Štáfů und Drsník im Norden, Pečičky, Pečice, Hvižďour, Cetyně und Bohostice im Nordosten, Kamenná und Hatě im Osten, Niva, V Kocouru und Podholušice im Südosten, Bukovany, Sedlečko, Hořice und Chraštičky im Süden, Chraštice, Na Dole, Kletice, Svojšice, Zahájí und Tušovičky im Südwesten, Cunát, Stará Voda und Hořejany im Westen, Těchařovice, Cihelna, Čmín, Vrančice, Životice und Mýšlovice im Nordwesten.

## Geschichte
Die erste urkundliche Erwähnung von Zbynice erfolgte 1293 als Besitz der in Diensten der Smil von Gratzen stehenden Brüder Hron und Dietmar von Zbynice. Die Herren von Zbynice hielten das Gut bis zur Mitte des 15. Jahrhunderts. Danach erwarben es die Vladiken von Kadov und schlossen es an Holušice an. Nachfolgende Besitzer des Gutes Holušice mit Zbynice waren die Schütz von Drahenitz (Šic z Drahenic). Im Jahre 1547 wurde Zbynice an das Gut Bukowan angeschlossen. Danach verfiel die bedeutungslos gewordene Feste Zbenice und erlosch schließlich gänzlich. Im Jahre 1618 verkaufte Johann Vlk von Kvítkov das Gut an Wilhelm Schleglowsky von Schützendorf (Vilém ze Šicendorfu). Dieser machte Zbenice zu seinem Sitz und ließ auf dem Burgstall ein Schloss errichten. Seine Witwe Alena, geborene von Střítež, heiratete später Heinrich von Bünau (Jindřich z Bynu a Bynovští). Danach wurde das Schloss fast hundert Jahre von der Familie von Bünau bewohnt. Nachfolgende Besitzer waren Přibik Bukowansky Pinta von Bukowan und nach dessen Tode im Jahre 1752 die Gräfin Čegka, die Zbenice ihrem Sohn Johann Graf Čegka (Jan Čejka z Olbramovic) überließ. Dieser veräußerte das Gut 1758 an die Benediktinerabtei St. Johann unter dem Felsen. Nach der Aufhebung der Abtei im Zuge der Josephinischen Reformen fiel das Gut 1785 der königlichen Kammer zu, die das k.k. Kameralgut an Franz Seraph Freiherr Schrenck von Notzing verkaufte. Im Jahre 1805 kaufte Karl Philipp zu Schwarzenberg das Gut auf und schlug es seiner Fideikommissherrschaft Worlik zu.
Im Jahre 1837 umfasste das Allodialgut Zbenitz eine Nutzfläche von 1745 Joch 1482 Quadratklafter, von denen 94 Joch 266 Quadratklafter der Obrigkeit gehörten. Zum Gut gehörten die Dörfer Zbenitz, Zlakowitz (Zbenické Zlákovice ) und Kamena (Kamenná) sowie sechs Häuser von Groß-Kraschtitz, fünf Häuser von Žiwotitz (Životice), zwei Häuser von Tiecharowitz und der einschichtige Meierhof Dol (Na Dole). Das Dorf Zbenitz / Zbenice bzw. Zbinic bestand aus 42 Häusern mit 302 Einwohnern, darunter sechs Israelitenfamilien. Im Ort gab es ein herrschaftliches Schloss, einen Meierhof, eine Schäferei, eine Branntweinbrennerei, eine Pottaschensiederei, ein Wirtshaus und eine Mühle. Pfarrort war Groß-Kraschtitz. Bis zur Mitte des 19. Jahrhunderts bildete das Gut Zbenitz einen Teil der Fideikommissherrschaft Worlik samt den Allodialgütern Zalužan, Zbenitz und Bukowan.
Nach der Aufhebung der Patrimonialherrschaften bildete Zbenice /Zbenitz ab 1850 mit den Ortsteilen Kamenná, Mýšlovice, Těchařovice und Životice eine Gemeinde in der Bezirkshauptmannschaft Březnitz und dem Gerichtsbezirk Mirowitz. Ab 1855 gehörte die Gemeinde zum Bezirk Písek. Im Jahre 1932 lebten in Zbenice einschließlich Kamenná 342 Personen. Am 13. Mai 1944 landeten im Rahmen der Operation Chalk bei Zbenice britische Fallschirmjäger unter dem Kommando von Vladimír Hauptvogel. Diese wurden nach ihrer Landung von der Waffen-SS gestellt und starben während einer Schießerei bei Chraštičky. 1949 wurde Zbenice in den Okres Příbram umgegliedert. Zum 1. Januar 1953 wurden die Ortsteile Těchařovice und Životice nach Vrančice sowie der Ortsteil Kamenná nach Bohostice umgemeindet. In den 1950er Jahren wurde nördlich des Dorfes die Schleppbahn für den Bau des Dammes der Orlík-Talsperre errichtet. Im Jahre 1964 wurde Zbenice nach Chraštice eingemeindet. Am 24. November 1990 löste sich das Dorf wieder von Chraštice los und bildete wieder eine eigene Gemeinde.

## Gemeindegliederung
Für die Gemeinde Zbenice sind keine Ortsteile ausgewiesen. Zu Zbenice gehören die Einschichten Cihelna (Cyhelna) und Cunát (Čunak).

## Sehenswürdigkeiten
- Schloss Zbenice, der vierflügelige Spätrenaissancebau mit Innenhof entstand 1626 für Wilhelm Schleglowsky von Schützendorf. Über dem Eingangsportal befindet sich eine Wappentafel des Erbauers. Bis 1948 befand sich das Schloss im Besitz der Familie Schwarzenberg. Nach der Enteignung diente es verschiedenen Zwecken und wurde schließlich in die Rechtsträgerschaft der JZD Chraštice übertragen. Die nach der Verstaatlichung unterlassene Instandsetzung führte zum Verfall des Schlosses. Im Jahre 1982 wurde das Schloss zudem durch einen Brand geschädigt und danach mit einer Notbedachung gesichert. Nach der Samtenen Revolution stand das Schloss leer und wurde sich selbst überlassen. Ende der 1990er Jahre kaufte der Restaurator Jiří Češka, der seine Werkstatt und das Geschäft in Zbraslav räumen musste, das baufällige Schloss. Während der Rekonstruktionsarbeiten wurde 2009 bei einem Unfall in der Baugrube für den Kanalisationsanschluss eine unbekannte verschüttete mittelalterliche Steinbogenbrücke entdeckt und freigelegt, die wahrscheinlich Teil der alten Feste war. Der Besitzer des Schlosses ließ den dabei beschädigen Teil der Schlossbrücke wieder instand setzen. Im Oktober 2012 wurde die zweibögige Brücke mit einer Abmessung von 10 × 3 Metern offiziell eingeweiht. Vorgesehen ist auch die Wiederherstellung des dabei entdeckten Burggrabens, der wahrscheinlich 1626 zugeschüttet wurde.[4] Im Schloss ist die Restauratorenwerkstatt von Jiří Češka untergebracht, außerdem wird es für kulturelle Veranstaltungen genutzt. Vorgesehen ist eine Einrichtung eines Museums für restaurierte Antiquitäten im Schloss sowie einer Minibrauerei im Stadel.[4]
- Kapelle der hl. Dreifaltigkeit mit dreieckigem Grundriss
- Glockenturm
- Statue des hl. Johannes von Nepomuk, geschaffen 1703
- Steinernes Wegkreuz südlich des Dorfes
- Gedenkstein für die Fallschirmjäger der Operation Chalk

## Söhne und Töchter der Gemeinde
- Alois Joseph Schrenck von Notzing (1802–1849), Erzbischof von Prag